# Alfundão e Peroguarda
Alfundão e Peroguarda (llamada oficialmente União das Freguesias de Alfundão e Peroguarda) es una freguesia portuguesa del municipio de Ferreira do Alentejo, distrito de Beja.

## Historia
Fue creada el 28 de enero de 2013 en aplicación de una resolución de la Asamblea de la República de Portugal promulgada el 16 de enero de 2013 con la unión de las freguesias de Alfundão y Peroguarda, pasando su sede a estar situada en la antigua freguesia de Alfundão.

## Demografía
| Gráfica de evolución demográfica de Alfundão e Peroguarda entre 2011 y 2021 |
|                                                                             |
| Datos según el nomenclátor publicado por el INE portugués.                  |